# Яблоново-Поморське
Яблоново-Поморське (пол. Jabłonowo Pomorskie, нім. Jablonowo, 1903-1920 Goßlershausen) — місто в північній Польщі, в районі Хелмінських озер, на річці Лютрина.
Належить до Бродницького повіту Куявсько-Поморського воєводства.

## Демографія
Демографічна структура станом на 31 березня 2011 року:
|          | Загалом | Допрацездатний вік | Працездатний вік | Постпрацездатний вік |
| -------- | ------- | ------------------ | ---------------- | -------------------- |
| Чоловіки | 1840    | 409                | 1251             | 180                  |
| Жінки    | 2013    | 407                | 1199             | 407                  |
| Разом    | 3853    | 816                | 2450             | 587                  |